# League of Social Democrats
Die League of Social Democrats, kurz LSD (chinesisch 社會民主連線 / 社会民主连线 – „Liga der Sozialdemokraten, Sozialdemokratische Liga, Bund der Sozialdemokraten“, kurz 社民連 / 社民连) war eine politische Partei in der Sonderverwaltungszone Hongkong mit sozialdemokratischer und stark pro-demokratischer Ausrichtung.

## Geschichte
Die Partei wurde 2006 von sozialdemokratischen Aktivisten innerhalb des Pro-Demokratie-Lagers gegründet und positionierte sich als basisdemokratische Oppositionspartei, die vor allem auf den Straßen, bei Demonstrationen und in parlamentarischen Auseinandersetzungen aktiv ist.
Ihren politischen Höhepunkt erreichte die League of Social Democrats bei der Wahl zum Legislative Council 2008, bei der sie circa 10 Prozent der Stimmen und drei Sitze im Parlament erhielt.
Im Jahr 2010 startete die Partei mit der Civic Party das "Five Constituencies Referendum", um Druck auf die Regierung Hongkongs auszuüben, ein allgemeines Wahlrecht für die Wahl des Chief Executive 2012 einzuführen. Das Referendum fand in Form einer absichtlich herbeigeführten Nachwahl von je einem Kandidaten in den fünf geografischen Wahlkreisen statt, sodass alle Bürger Hongkongs teilnehmen konnten. Die fünf zurückgetretenen Abgeordneten wurden alle wiedergewählt, darunter alle drei Abgeordneten der League of Social Democrats. Es beteiligten sich jedoch unter 20 Prozent der Wahlberechtigten an der Wahl und das inoffizielle Referendum hatte keine Auswirkungen.
Die größte pro-demokratische Partei, die Democratic Party, einigte sich in einem Kompromiss mit der Regierung, das umstrittene Vorhaben zur Neugliederung der Wahlkreise durchzuführen. Ohne die Stimmen der Democratic Party hätte die Verfassung nicht geändert werden können. Im Zuge dessen verließen zwei der damals drei Abgeordneten der League of Social Democrats die Partei und gründeten die Partei People Power im Streit mit der League of Social Democrats, ob man gegen die Democratic Party, die als Teil des Pro-Demokratie-Lagers eigentlich ein strategischer Partner bei Wahlen ist, bei den Wahlen zu den District Councils 2011 antreten solle.
Später kooperierten die Abgeordneten der League of Social Democrats und People Power jedoch wieder im Legislative Council und obstruierten im Hongkonger Parlament. Bei der Wahl zum Legislative Council 2016 kooperierten beide Parteien in einer Wahlallianz und bekamen zusammen zwei Sitze. Beide Parteien gewannen je einen Wahlkreis, Leung Kwok-hung von der League of Social Democrats wurde wiedergewählt.
Der Abgeordnete der Partei, Leung Kwok-hung, wollte sich bei der Wahl des Chief Executive 2017 als Kandidat aufstellen lassen, an der nur Mitglieder eines Wahlkomitees teilnehmen dürfen. Er schaffte es allerdings nicht, die erforderliche Unterschriftenzahl von einem Prozent der wahlberechtigten Bevölkerung vorzulegen.
Leung Kwok-hung wurde 2017 zusammen mit weiteren pro-demokratischen und lokalistischen Abgeordneten wegen der Missachtung der Amtseidablegung aus dem Parlament ausgeschlossen, sodass die League of Social Democrats derzeit über keine Sitze im Parlament verfügt.
Am 29. Juni 2025 löste sich die Partei offiziell auf. Laut der amtierenden Vorsitzenden Chan Po-ying hatte die Gruppe vor dem Hintergrund des Sicherheitsgesetzes „keine andere Wahl“ und entschloss sich nach Abwägung der Sicherheit ihrer Mitglieder zur Auflösung.